# Tadeusz Gałecki (generał)
Tadeusz Gałecki (ur. 29 czerwca?/11 lipca 1868 w Irkucku, zm. 27 stycznia 1941 w Warszawie) – generał brygady Wojska Polskiego, kawaler Orderu Virtuti Militari.

## Życiorys
Był synem Stanisława, lekarza i powstańca 1863 roku, oraz Wiktorii z Maszewskich. W latach 1885–1917 pełnił służbę w Armii Imperium Rosyjskiego. Ukończył w niej Czugujewską Szkołę Junkrów Piechoty oraz awansował na pułkownika. Po rewolucji październikowej był więziony przez bolszewików za czynny udział w organizowaniu polskich formacji wojskowych na Ukrainie.
25 listopada 1918 roku został przyjęty do Wojska Polskiego, w stopniu pułkownika ze starszeństwem z dniem 3 października 1914 roku i przydzielony do Komisji Emerytalnej Ministerstwa Spraw Wojskowych. 6 czerwca 1919 roku został przeniesiony z Dowództwa Wojsk Samochodowych Okręgu Generalnego „Lublin” w Lublinie do Armii Wielkopolskiej. 
6 czerwca 1919 roku na wniosek głównodowodzącego Sił Zbrojnych Polskich w byłym zaborze pruskim, generała piechoty Józefa Dowbor-Muśnickiego został zatwierdzony przez Komisariat Naczelnej Rady Ludowej w posiadanym stopniu pułkownika. 22 maja 1920 roku został ponownie zatwierdzony w Wojsku Polskim w stopniu pułkownika z dniem 1 kwietnia 1920 roku.
W czasie wojny z bolszewikami dowodził 7 pułkiem Strzelców Wielkopolskich (od 1 czerwca do 2 września 1919), II Brygadą 2 Dywizji Strzelców Wielkopolskich (od 2 września 1919) i XXX Brygadą Piechoty (od 20 IX 1920). W 1921 roku został mianowany dowódcą piechoty dywizyjnej 15 Wielkopolskiej Dywizji Piechoty.
26 października 1923 roku Prezydent RP Stanisław Wojciechowski zatwierdził go w stopniu generała brygady ze starszeństwem z dniem 1 czerwca 1919 roku, w związku z przeniesieniem w stan spoczynku.
Żonaty z Leonią Kowalewską, z którą miał dwóch synów: Tadeusza Józefa (1898-1945), prawnika, sędziego w Radomiu, zmarłego podczas ewakuacji KL Gross-Rosen i Jarosława Wiktora (r. 1900).
Pochowany w alei głównej na cmentarzu Powązki Wojskowe w Warszawie (kwatera A23-tuje-1).

## Ordery i odznaczenia
- Krzyż Srebrny Orderu Wojskowego Virtuti Militari (1921)[10]
- Krzyż Walecznych – dwukrotnie